# Marchesane
Marchesane is een frazione, een deel van de gemeente Bassano del Grappa in het noorden van Italië.